# Franck Doté
Franck Doté (15 de dezembro de 1975) é um ex-futebolista profissional togolês que atuava como atacante.

## Carreira
Franck Doté representou o elenco da Seleção Togolesa de Futebol no Campeonato Africano das Nações de 1998 e 2000.